# بخش نیوموچ
بخش نیوموچ (به انگلیسی: Neemuch district) یک منطقهٔ مسکونی در هند است که در Ujjain division واقع شده‌است. بخش نیوموچ ۳٬۸۷۵ کیلومتر مربع مساحت و ۸۲۶٬۰۶۷ نفر جمعیت دارد.